# Peter Wingfield

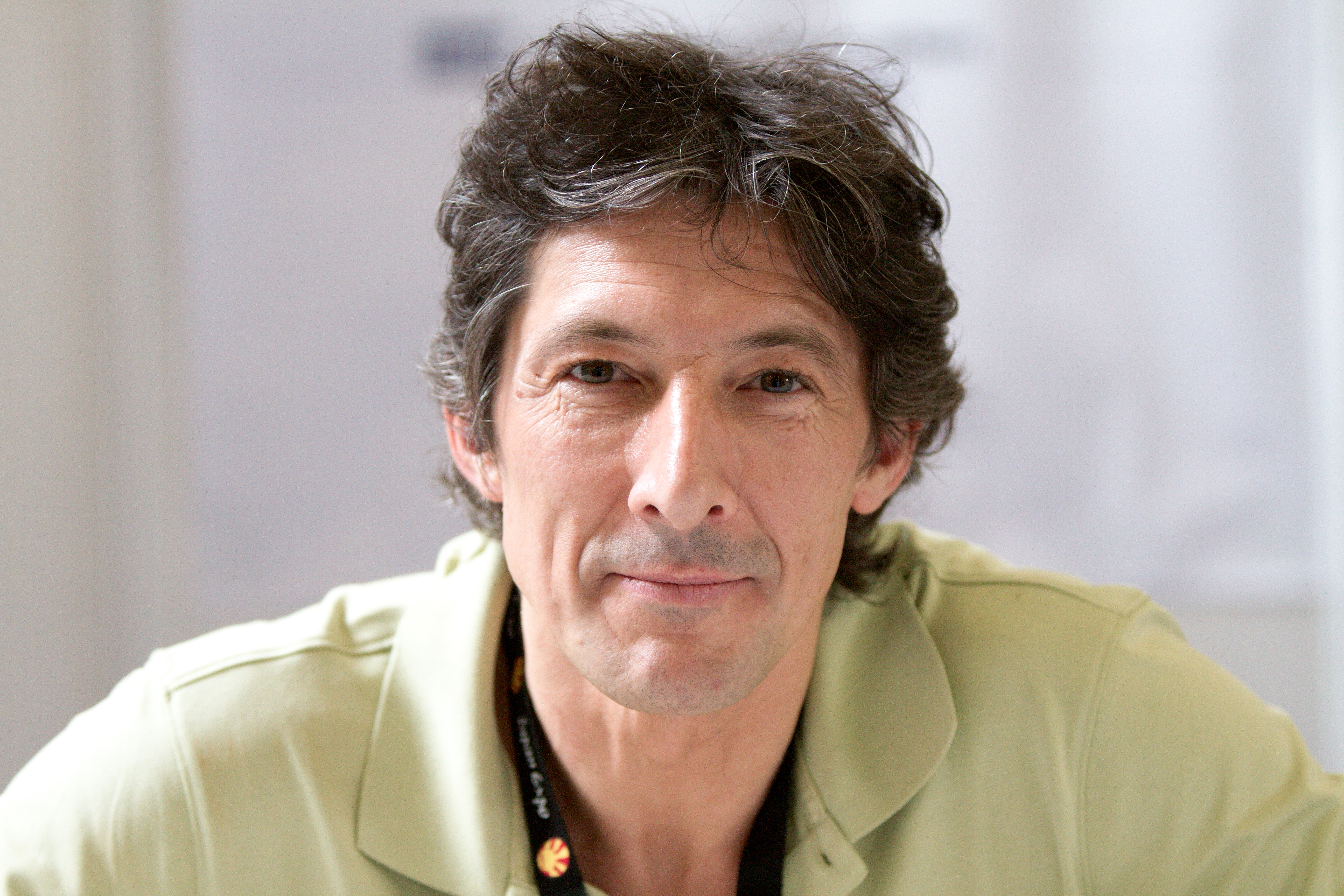
Peter Wingfield

Peter Michael Wingfield (* 5. September 1962 in Cardiff, Wales) ist ein britischer Schauspieler.

## Leben
Wingfield studierte Medizin, bevor er sich im letzten Jahr seines Studiums für die Schauspielerei entschied. Er spielte unter anderem in den Filmen X-Men 2, Catwoman und Miss Texas, meist in Nebenrollen. Seinen größten Erfolg feierte er mit der Darstellung des 5.000 Jahre alten Methos in der Fernsehserie Highlander sowie im Kinofilm Highlander: Endgame. Des Weiteren hat er  eine Reihe von Gastrollen in erfolgreichen Serien wie Stargate – Kommando SG-1, Andromeda, Charmed – Zauberhafte Hexen, Medium – Nichts bleibt verborgen, The L Word – Wenn Frauen Frauen lieben oder Smallville übernommen.
Seit Herbst 2006 spielt er in der BBC-Krankenhausserie Holby City den beratenden Chirurgen Daniel Clifford.
Wingfield ist in zweiter Ehe verheiratet und lebt mit seiner Frau und seinem Sohn in Vermont.

## Filmografie
- 1990: The Men’s Room
- 1991: Antonia and Jane
- 1992: Trust Me
- 1992–1998: Highlander (Fernsehserie, 21 Folgen)
- 1994: Geheimnisse
- 1994: A Very Open Prison
- 1994: Tödliche Gedanken
- 1994: Alun Lewis: Death and Beauty
- 1996: Over Here
- 2000: The Man Who Used to Be Me
- 2000: Highlander: Endgame
- 2000–2011: Die Maske der Königin (Queen of Swords, Fernsehserie, 9 Folgen)
- 2000–2001: Stargate – Kommando SG-1 (Stargate SG-1, Fernsehserie, 3 Folgen)
- 2001: Halloweentown II (Halloweentown II: Kalabar’s Revenge)
- 2001: The Wedding Dress
- 2001: The Miracle of the Cards
- 2002: Edge of Madness
- 2002, 2004: Bliss – Erotische Versuchungen (Bliss, Fernsehserie, 2 Folgen)
- 2003: X-Men 2 (X2)
- 2003: Dead Zone (Fernsehserie, Folge 2x08)
- 2004: The Lazarus Child
- 2004: Catwoman
- 2004: SuperBabies: Baby Geniuses 2
- 2005: Andromeda (Fernsehserie, Folge 4x14)
- 2006: Charmed – Zauberhafte Hexen (Charmed, Fernsehserie, Folge 8x19)
- 2007: Highlander – Die Quelle der Unsterblichkeit (Highlander: The Source)
- 2007: Das Geheimnis der kleinen Farm (The Last Sin Eater)
- 2008: 24 (Fernsehserie, 5 Folgen)
- 2008–2011: Sanctuary – Wächter der Kreaturen (Sanctuary, Fernsehserie, 5 Folgen)
- 2010: Human Target (Fernsehserie, Folge 1x09)
- 2010: Navy CIS: L.A. (NCIS: Los Angeles, Fernsehserie, Folge 1x23)
- 2010: Stonehenge Apokalypse
- 2010: Riverworld
- 2011: CSI: Miami (Fernsehserie, Folge 9x10)
- 2011: Endgame (Fernsehserie, Folge 1x09)
- 2014: 10.000 Days (10,000 Days)